# Henry Roe Cloud

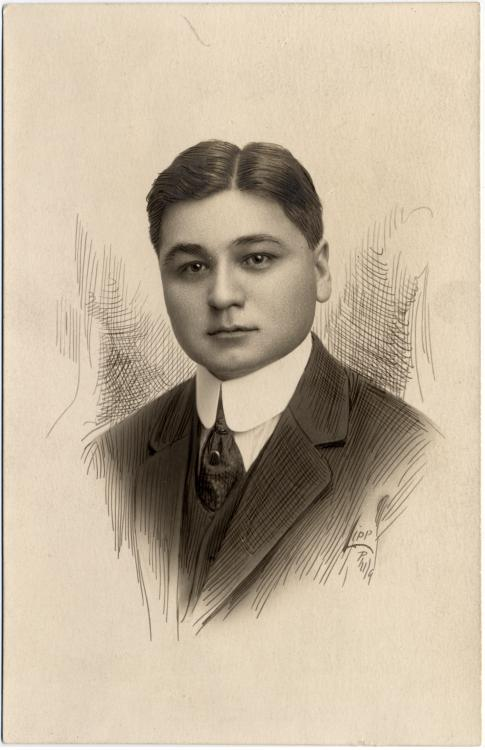
Henry Roe Cloud, pel 1910

Henry Roe Cloud o Wa-Na-Xi-Lay Hunkah (Reserva índia Winnebago de Nebraska, 1884-1950) fou un nadiu Ho-Chunk, registrat en la Tribu Winnebago de Nebraska, qui exercí com a pedagog, administrador universitari, funcionari del govern federal (a l'Office of Indian Affairs), ministre presbiterià i reformador.

## Primers anys
Henry Roe Cloud néixer el 28 de desembre de 1884, membre del clan Ocell, a la Reserva índia Winnebago al nord-est de Nebraska i va quedar orfe quan els seus pares van morir en 1896 i 1897. Després dels seus estudis a escoles del govern, la seva ambició intel·lectual, el rendiment acadèmic i les qualitats personals el van portar el 1901 a l'Escola Preparatòria privada Mount Hermon (ara Northfield Mount Hermon School) a Massachusetts. Va finançar la seva educació a través del programa de treball i estudi de l'escola i es va introduir en els cercles socials de l'elit governant dels Estats Units. Es va graduar en una Salutatorian el 1906 i l'escola li va servir com a conducte a la Lliga Ivy.

## Educació universitària
Cloud va ser el primer amerindi de pura raça que va estudiar a la Universitat Yale, on es va graduar el 1910 i va obtenir un grau de màster el 1912. Era una celebritat al campus degut a la força de la seva personalitat i expressió oral, i en una època en què la retòrica era un art, va aconseguir atraure grans audiències al campus. Una mesura del seu prestigi com a estudiant és que era protegit de la societat senior de Yale Elihu.
Mentre estudiava, Cloud va assistir a una conferència de la missionera Mary Wickham Roe, membre d'una prominent família de Nova Anglaterra que participava en una obra missionera evangèlica. Va establir una estreta relació amb ella i amb el seu marit, el reverend Dr. Walter C. Roe. La parella el va adoptar, i ell va prendre el seu cognom com a segon nom.

Cloud va rebre una llicenciatura en psicologia i filosofia el 1910 i un màster en antropologia el 1912, tots dos a Yale. A partir de 1910-1911 va estudiar sociologia a Oberlin College. Va assistir al Seminari Teològic d'Auburn a Nova York, on va obtenir una llicenciatura en teologia i va ser ordenat com a ministre presbiterià el 1913. Va tornar a l'escola i va rebre un doctorat de divinitat d'Emporia College, Kansas, el 1932.

## Carrera
En una dissertació d'un erudit de la Universitat Purdue, la importància de Cloud és descrita "com a reformador, educador i funcionari del Servei Indi. Com a prominent figura índia dels anys 1920 i 1930, la vida de Cloud demostra com i en quina mesura els indis eren capaços d'influir en la política federal índia. La seva vida també proporciona una finestra als estrets vincles entre les idees progressistes i el cristianisme evangèlic protestant que va impulsar i dirigir molts dels esforços de reforma en les primeres dècades del segle xx. El treball de Cloud mostra també que era capaç d'anar més enllà d'aquesta paradigmàtica Era Progressista d'assimilació i adoptar nous corrents de reforma, com l'empenta per al pluralisme cultural."
La seva carrera a l'Office of Indian Affairs i a la Brookings Institution es va centrar en els esforços per establir escoles modernes per als joves nadius americans. Es va convertir en superintendent de l'Institut Haskell, ara conegut comHaskell Indian Nations University, a Lawrence, Kansas, el 1933. Fou membre de la Society of American Indians
"Cloud va tenir un paper decisiu en l'acceptació de la Llei de Wheeler-Howard, coneguda també com a Llei de Reorganització Indígena de 1934."
El 1947, fou nomenat superintendent de la reserva índia Umatilla. "El 1948, fou nomenat representant regional per a les Agències Índies Grande Ronde i Siletz a Oregon."

## Família
L'esposa de Henry Roe Cloud, Elizabeth Bender Roe Cloud (1888-1965), va parlar àmpliament sobre afers indis americans, i va servir en el Comitè de Benestar Amerindi per al Federació General de Clubs de Dones, i va guanyar la concessió de Mare Americana de l'any 1950 pel seu treball.
La seva neta, Renya Ramírez, és una professora d'Estudis Amerindis de la Universitat de Califòrnia a Santa Cruz.

## Mort i llegat
Henry Roe Cloud va morir d'un atac de cor a Siletz (Oregon), el 9 de febrer de 1950. Fou enterrat a Beaverton (Oregon). S'ha inclòs un article sobre Cloud a l'American National Biography, Vol 5 (1999) i els seus papers personats són allotjats en diferents sèries als "Roe Family Papers" de col·lecció de manuscrits i arxius de la Biblioteca Memorial Sterling a la Universitat Yale.
La majoria dels papers de Cloud, fotografies personals i documents (relatius a Yale i l'escola Mount Hermon) i pergamins de la societat teològica, així com papers del seu treball fins a la seva mort el 1950 estan a cura del besnet de Henry, Shahn Roe Cloud Hughes a Portland (Oregon).
La conferència Henry Roe Cloud es va celebrar a la Universitat Yale el 2010, "celebrant 100 anys d'educació ameríndia."
Yale University Press publica una sèrie de llibres, The Henry Roe Cloud Series on American Indians and Modernity.